# نفکتامسک
نفکتامسک (روسی: Нефтекамский автозавод) شرکت خودروسازی روسی است، که در سال ۱۹۷۲ تأسیس شد.